# Sidostycke
Vävstolens sidostycken är två till antalet och någon standard på dess utseende och formgivning finns inte. I sidostyckena anbringas så gott som alla övriga delar i vävstolen. Bommar (de runda varpbom och tygbom och de rektangulära bröstbom och knäbom) och tvärslåar träs genom håligheter i sidostyckena och låses fast med träkilar.